# Wegekreuz Erper Straße

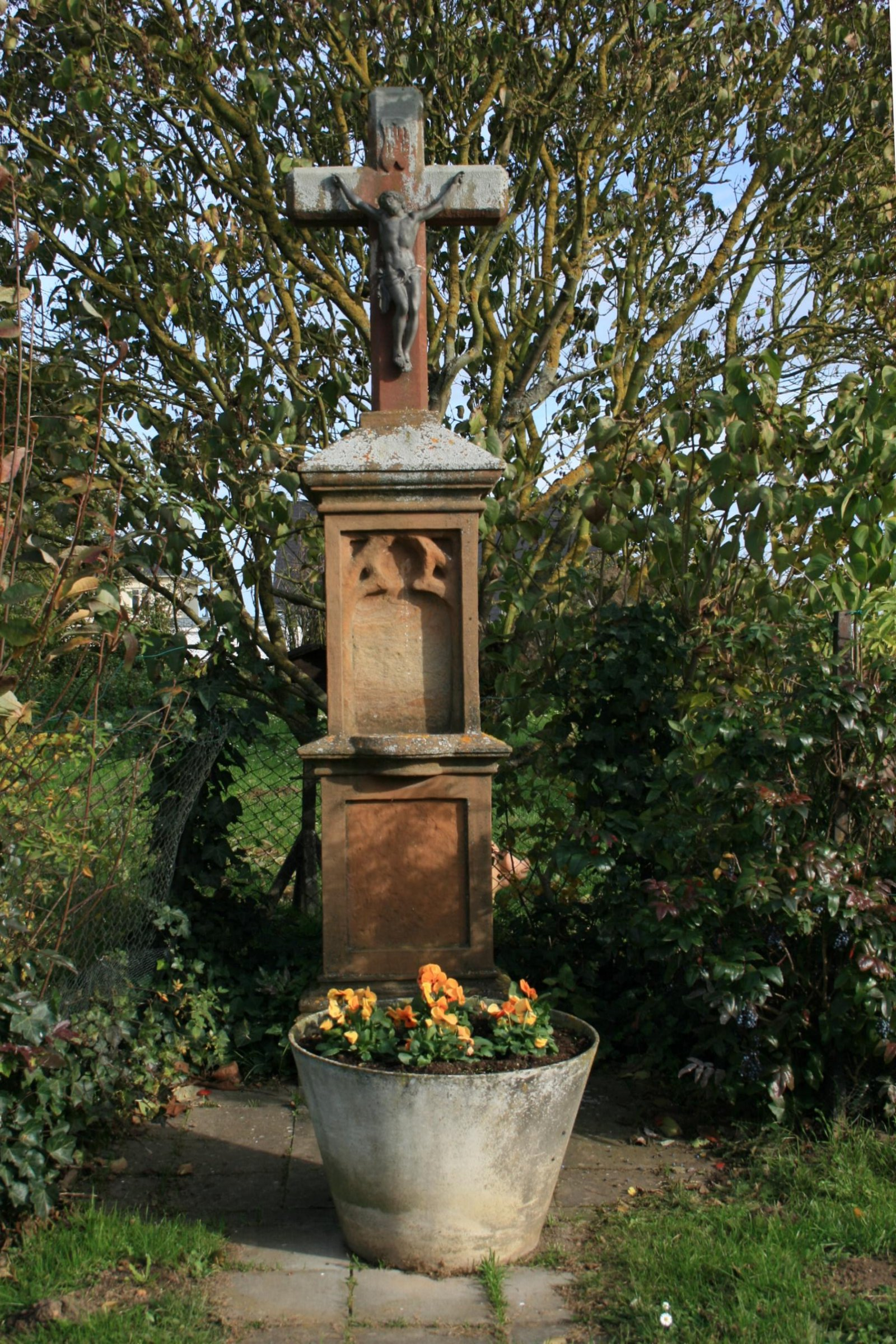
Das Wegekreuz

Das Wegekreuz Erper Straße steht in Poll, einem Ortsteil der Gemeinde Nörvenich im Kreis Düren, Nordrhein-Westfalen.
Das Kreuz wurde in der 2. Hälfte des 19. Jahrhunderts errichtet. Es ist ca. 280 cm hoch und aus Buntsandstein gefertigt. Der Pfeiler auf einem Sockel hat eine Maßwerknische mit profiliertem dachförmigem Abschluss. Auf dem Kreuz mit gefassten Kanten hängt ein gusseiserner Korpus.
Das Wegekreuz wurde am 21. März 1985 in die Denkmalliste der Gemeinde Nörvenich unter Nr. 63 eingetragen.

## Belege
- Denkmalliste der Gemeinde Nörvenich (PDF; 108 kB)

Koordinaten: 50° 46′ 55,3″ N, 6° 40′ 6,2″ O